# Koppa, Gubbi
Koppa là một làng thuộc tehsil Gubbi, huyện Tumkur, bang Karnataka, Ấn Độ.